# Runggu
Runggu is een bestuurslaag in het regentschap Bima van de provincie West-Nusa Tenggara, Indonesië. Runggu telt 1985 inwoners (volkstelling 2010).